# Chicacha (langue)
Pour les articles homonymes, voir Chicacha.
Le chicacha est une langue muskogéenne parlée aux États-Unis d'Amérique, dans le sud de l'Oklahoma par quelques centaines de personnes. Elle est proche du chacta.

## Histoire de la langue
Avant le déplacement forcé des Chicachas vers l'Oklahoma, dans les années 1830, la langue était parlée dans le Sud-Est des États-Unis, dans une zone s'étendant sur le Nord du Mississippi, et dans l'Est du Tennessee, du Kentucky et de l'Alabama.

## Écriture
| ʼ | a | aa | a̱ | b  | ch | d | e | f | h  | i | ii | i̱ | k | l | lh |
| m | n | ng | o | oo | o̱  | p | r | s | sh | t | u  | v | w | y | z  |

L’accent aigu et l’accent circonflexe peuvent être utilisés sur les voyelles pour indiquer l’accent tonique : ‹ á, áa, á̱, í, íi, í̱, ó, óo, ó̱ ›.

## Phonologie
Les phonèmes du chicacha sont les suivants :

### Consonnes
|              |              | Labiale | Alvéolaire | Palatale | Vélaire | Glottale |
| ------------ | ------------ | ------- | ---------- | -------- | ------- | -------- |
| Occlusive    | Non-voisée   | p       | t          |          | k       | ʔ        |
| Occlusive    | Voisée       | b       |            |          |         |          |
| Affriquée    | Affriquée    |         |            | tʃ       |         |          |
| Fricative    | centrale     | f       | s          | ʃ        |         | h        |
| Fricative    | latérale     |         | ɬ          |          |         |          |
| Nasale       | Nasale       | m       | n          |          |         |          |
| Latérale     | Latérale     |         | l          |          |         |          |
| Semi-voyelle | Semi-voyelle | w       |            | j        |         |          |

- Allophones :

La plupart des consonnes, en dehors des glottales, ont un allophone géminée, réalisée comme une consonne longue :
- ʃipːa - cela sèche
- itːiʔ - arbre
- tʃikibːi - c'est entièrement empilé
- jimːi - il croit cela
- ibiʃːano - il est enrhumé
- ibitʃːalaʔ - nez

L'occlusive [b] peut varier chez certains locuteurs, avec une prononciation fricative,  [β]. La vélaire [k] peut être voisée dans le groupe /-kl-/ : tʃihagloli - je t'écoute.

### Voyelles
Le chicacha a trois voyelles qui ont trois qualités : courtes, longues et nasales.
|           | Antérieure | Antérieure | Antérieure | Centrale | Centrale | Centrale | Postérieure | Postérieure | Postérieure |
| --------- | ---------- | ---------- | ---------- | -------- | -------- | -------- | ----------- | ----------- | ----------- |
| Fermée    | i          | iː         | ĩ          |          |          |          |             |             |             |
| Mi-fermée |            |            |            |          |          |          | o           | oː          | õ           |
| Ouverte   |            |            |            | a        | aː       | ã        |             |             |             |